# Japan Football Association
Die Japan Football Association (japanisch 日本サッカー協会 Nihon Sakkā Kyōkai), kurz JFA, ist der japanische Fußballverband, der für die Ausrichtung der Fußballwettbewerbe in Japan zuständig ist. Neben der Nationalmannschaft ist die JFA auch für die Vereinswettbewerbe zuständig.
Der Verband wurde im Jahr 1921 als Greater Japan Football Association (大日本蹴球協会 Dai-Nippon Shūkyū Kyōkai, dt. „Großjapanischer Fußballverband“) gegründet und trat 1929 der FIFA bei. Im Jahr 1945 wurde der Verband in Japan Football Association umbenannt.
Als Symbol verwendet die JFA den Yatagarasu, einen mythischen Raben, der Kaiser Jimmu zum heutigen Kumano Nachi-Taisha geführt haben soll.
Fußball ist eine der beliebtesten Sportarten in Japan, und die Nationalmannschaft konnte sich schon für einige Fußball-Weltmeisterschaften qualifizieren.

## Präsidenten
| #   | Name              | Amtszeit  |
| --- | ----------------- | --------- |
| 01  | Jikichi Imamura   | 1921–1933 |
| 02  | Ryūtarō Fukao     | 1935–1945 |
| 03  | Ryūtaro Takahashi | 1947–1954 |
| 04  | Yuzuru Nozu       | 1955–1976 |
| 05  | Tomisaburō Hirai  | 1976–1987 |
| 06  | Shizuo Fujida     | 1987–1992 |
| 07  | Hideo Shimada     | 1992–1994 |
| 08  | Ken Naganuma      | 1994–1998 |
| 09  | Shun’ichirō Okano | 1998–2002 |
| 010 | Saburō Kawabuchi  | 2002–2008 |
| 011 | Motoaki Inukai    | 2008–2010 |
| 012 | Junji Ogura       | 2010–2012 |
| 013 | Kuniya Daini      | 2012–     |

## Wettbewerbe ausgeführt von der JFA
- alle Senioren-Fußballwettbewerbe der Männer (außer der J. League)
- alle Senioren-Fußballwettbewerbe der Frauen
- Kaiserpokal

## Auszeichnungen
- Verband des Jahres von der AFC: 2010
- Fairplay Adward der AFC: 2010